# Oonopinus angustatus
Oonopinus angustatus là một loài nhện trong họ Oonopidae.
Loài này thuộc chi Oonopinus. Oonopinus angustatus được Eugène Simon miêu tả năm 1882.